# Zoraida furcata
Zoraida furcata är en insektsart som beskrevs av Yang och Wu 1993. Zoraida furcata ingår i släktet Zoraida och familjen Derbidae. Inga underarter finns listade i Catalogue of Life.